# Sľažany
Sľažany jsou obec na Slovensku ležící v okrese Zlaté Moravce v Nitranském kraji.

## Poloha a přírodní podmínky
Obec leží v severní části Žitavské pahorkatiny v dolině Čerešňového potoka. Vlastní obec se rozkládá v nadmořské výšce kolem 213 metrů, katastr mezi 180 a 240 metry. Katastr má charakter mírně zvlněné pahorkatiny. Podklad je tvořen písky, štěrky a třetihorní jíly, z půd převažují hnědozemě. Velká většina katastru je odlesněna a zemědělsky využívaná.

## Historie
Obec vznikla v roce 1960 sloučením Horních a Dolních Sľažan. Dolné Sľažany jsou doloženy z roku 1156 jako Scelemsam, později se v pramenech objevují pod názvy Zelesen (1209), Zelezen (1275), Selezen (1323), Welke Slazany (1773), Welké Slažani (1786), Dolné Slažany (1920). Obec patřila po většinu své historie místním zemanům, ve 14. století Forgáchovym.
Menší Horné Sľažany se objevují v roce 1379 jako Kiszelesen a podějive formách Male Slazany (1773), Malé Slažani (1786), Horné Slažany (1920). Obyvatelé obou obcí se živili převážně zemědělstvím, v Horních Sľažanech se také vyráběly šindele.

## Pamětihodnosti
- římskokatolický pozdně barokní kostel z roku 1756
- evangelický kostel z roku 1740, věž z roku 1861
- kaštěl v renesančním a barokním slohu z roku 1691